# 笹村草家人

『悲しめる乙女の像』
（長野県南木曽町）

笹村 草家人（ささむら そうかじん、1908年2月11日 - 1975年9月26日）は、日本の彫刻家。碌山美術館の創建に尽力した。東京市芝区神明町（現・港区浜松町）出身。本名は良紀。歌人・絵師笹村銕熊（号は良水）の長男として生まれ、東京美術学校（現・東京芸術大学）彫刻科を1932年に卒業。同校助教授（1944年（昭和19年） - 1961年（昭和36年））。1959年までは院展に出品。

## 事績
杉浦重剛の日本中学に学んでその高風に浴した。高村光太郎著「ロダン」(アルス叢書、1927年)に接して彫刻を志望し、東京美術学校彫刻科本科塑像部に進んだが、在学中は、教授の朝倉文夫・北村西望らの作風にはげしく反発した。のちに、石井鶴三に師事。
本人の自筆年譜の記載を引用すれば、「人間に三種あり、青年男女と子供は前世からこの世に押し出した生命の姿。他の一般はこの世の経験により我執を示す姿。極めて稀な第三は不如意な自分や人類を愍みで見下ろす顔で、これが制作の最奥の動機になっていることを悟った（31歳）」という。また彫刻から、感情的なものや説明的な要素を排除し、対象である自然・立体そのものの中の底光りする統一感を追求してこれに近代彫刻としての表現を与えようとした、といえよう。
作品に、「津田非仏老人」「津田左右吉先生米寿像」「最後の渋沢敬三先生」など。作者本来の芸術的追求とは別に、後世の国民のため、大学退職後60歳までに8年を費やして「明治天皇像」を完成し、明治神宮に奉献した。
代々の文筆の家に生まれて簡勁で明晰な文章をよくし、また民俗学や禅への関心と造詣も深く、陶淵明を愛し山梨県上野原の深閑たる山中に住んだ。
著書に「笹村草家人彫刻作品集」、随想録の「炉辺閑話 上・下」、「静坐:岡田虎二郎その言葉と生涯」「笹村草家人文集　上･下」などがある。